# Holovousy (district de Jičín)
Pour les articles homonymes, voir Holovousy.
Holovousy (en allemand : Holofous) est une commune du district de Jičín, dans la région de Hradec Králové, en République tchèque. Sa population s'élevait à 543 habitants en 2020.

## Géographie
Holovousy se trouve à 4 km à l'ouest-nord-ouest de Hořice, à 17 km au sud-est de Jičín, à 26 km au nord-ouest de Hradec Králové et à 88 km au nord-est de Prague.
La commune est limitée par Šárovcova Lhota au nord, par Hořice et Bílsko u Hořic à l'est, par Dobrá Voda u Hořic au sud et par Ostroměř à l'ouest.
| - OpenStreetMap Limite communale. |

## Histoire
La première mention écrite de la localité date de 1260. Les symboles de la commune ont été adoptés le 3 avril 1996.